# Melinda flavibasis
Melinda flavibasis este o specie de muște din genul Melinda, familia Calliphoridae. A fost descrisă pentru prima dată de Malloch în anul 1931. Conform Catalogue of Life specia Melinda flavibasis nu are subspecii cunoscute.